# Alexander Turnbull (Lacrossespieler)
Alexander Thomas „Sandy“ Turnbull (* 6. Dezember 1872 in Paris, Ontario; † 27. August 1956 in Burnaby) war ein kanadischer Lacrossespieler.

## Erfolge
Alexander Turnbull war bei den Olympischen Spielen 1908 in London Mitglied der kanadischen Lacrossemannschaft und spielte auf der Position eines Mittelfeldspielers. Neben ihm gehörten außerdem Patrick Brennan, Henry Hoobin, George Campbell, Gus Dillon, Richard Duckett, Tommy Gorman, Ernest Hamilton, Frank Dixon, Clarence McKerrow, George Rennie und John Broderick zum Aufgebot. Nach dem Rückzug der südafrikanischen Mannschaft wurde im Rahmen der Spiele lediglich eine Lacrosse-Partie gespielt, die zwischen Kanada und dem Gastgeber aus Großbritannien ausgetragen wurde. Nach einer 6:2-Halbzeitführung gewannen die Kanadier die Begegnung letztlich mit 14:10, sodass Turnbull ebenso wie seine Mannschaftskameraden als Olympiasieger die Goldmedaille erhielt.
Turnbull gewann auf Vereinsebene mit den New Westminster Salmonbellies, für die er von 1897 bis 1909 spielte, von 1897 bis 1900 viermal in Folge sowie nochmals 1908 und 1909 die nationalen Meisterschaften. 1909 beendete er nach Rippenbrüchen offiziell seine Karriere, kehrte aber bis 1918 immer wieder für einzelne Partien auf das Feld zurück. Neben Lacrosse war er auch im Basketball, Fußball und Sportschießen aktiv. 1965 wurde er in die Hall of Fame der Canadian Lacrosse Association aufgenommen. Zwei Jahre darauf erfolgte seine Aufnahme in die British Columbia Sports Hall of Fame.
Er arbeitete als Gefängniswärter.